# Difetto interventricolare

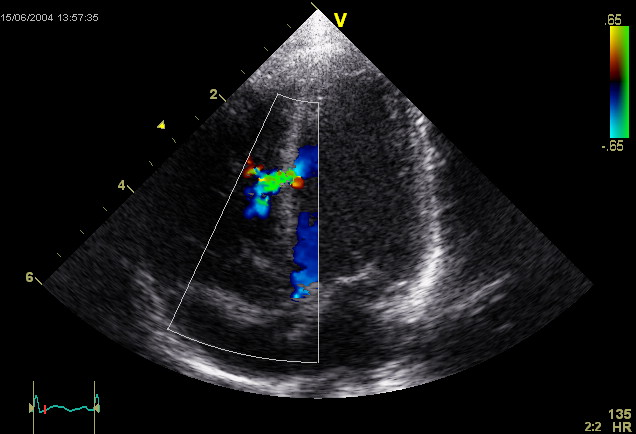

Il difetto interventricolare o difetto del setto interventricolare (DIV) è una malattia congenita  molto comune tra le categorie delle malformazioni cardiache del neonato.

## Descrizione
Si tratta della mancanza di divisione tra i due ventricoli la cui ampiezza e morfologia può variare da pochi millimetri ad una "rete" di piccoli forellini i quali creano un flusso "anomalo" (shunt) rispetto alla normale circolazione cardiaca.
Fra i difetti del setto interventricolari (DIV) si riconoscono:
- DIV muscolari: i margini sono costituiti interamente da mocardio;
- DIV perimembranosi: localizzati nel setto membranoso;
- DIV subarteriosi: con doppia connessione, sono situati nel setto di efflusso infundibolare e delimitati dalla continuità fibrosa della valvola aortica e polmonare.

Le loro dimensione vanno da pochi millimetri fino ad alcuni centimetri.
In base al rapporto tra flusso polmonare e sistemico (QP/QS) si individuano:
- DIV piccolo o emodinamicamente restrittivo: non provoca grandi alterazioni emodinamiche e può chiudersi nell'infanzia o nell'età adulta
- DIV moderatamente restrittivo: porta a sovraccarico di volume con dilatazione e disfunzione atriale eventricolare sinistra; le resistenze polmonari sono aumentate;
- DIV ampio o non restrittivo: sviluppo di ipertensione polmonare, tipicamente sistolica e reversibile;
- DIV con sindrome di Eisenmenger: lo shunt s'inverte e diventa destro-sinistro.

## Diagnosi

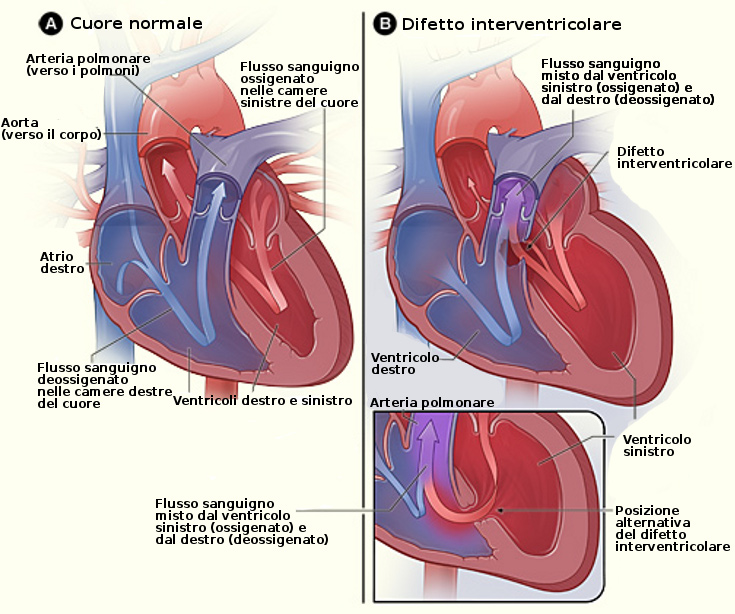
Shunt sx-dx in cuore con difetto interventricolare rispetto a un cuore sano.

Il difetto interventricolare può essere rilevato tramite auscultazione. Il soffio dipende dal flusso anormale del sangue dal ventricolo sinistro, attraverso il setto interventricolare, al ventricolo destro. Se non vi è molta differenza di pressione tra i ventricoli sinistro e destro, quindi il flusso del sangue attraverso il difetto non sarà molto grande e potrà quindi rimanere silente. Questa situazione si verifica a) nel feto (quando le pressioni del ventricolo destro e sinistro sono essenzialmente uguali), b) per un breve periodo dopo la nascita (prima che la pressione del ventricolo destro diminuisca). La conferma dell'auscultazione può essere ottenuta tramite l'ecocardiografia. Per misurare più accuratamente la pressione ventricolare si può eseguire la cateterizzazione cardiaca.

## Terapia
Spesso asintomatica, tale malformazione viene, da qualche anno, comunemente trattata chirurgicamente, presso centri specializzati in cardiochirurgia pediatrica, tramite tecniche che prevedono l'applicazione in sede di patch (toppe) o device in metallo nobile, comunemente chiamati ombrellini, impiantati sulla membrana interventricolare. Tali tecniche assicurano un'ampia garanzia di guarigione per i piccoli pazienti
che possono, già nei mesi successivi all'intervento, riprendere o iniziare a condurre una normale esistenza.